# Bergkirchen (Bawaria)
Bergkirchen – miejscowość i gmina w Niemczech, w kraju związkowym Bawaria, w rejencji Górna Bawaria, w regionie Monachium, w powiecie Dachau. Leży około 5 km na zachód od Dachau, nad rzeką Maisach.

## Demografia
Dane o ludności z 31 grudnia 2008:
| Opis                                | Ogółem | Ogółem | Kobiety | Kobiety | Mężczyźni | Mężczyźni |
| ----------------------------------- | ------ | ------ | ------- | ------- | --------- | --------- |
| Jednostka                           | osób   | %      | osób    | %       | osób      | %         |
| Populacja                           | 7153   | 100    | 3582    | 50,08   | 3571      | 49,92     |
| Wiek przedprodukcyjny (0–17 lat)    | 1486   | 20,77  | 731     | 10,22   | 755       | 10,56     |
| Wiek produkcyjny (18–65 lat)        | 4587   | 64,13  | 2291    | 32,03   | 2296      | 32,1      |
| Wiek poprodukcyjny (powyżej 65 lat) | 1080   | 15,1   | 560     | 7,83    | 520       | 7,27      |

## Polityka
Wójtem gminy jest Simon Landmann, rada gminy składa się z 20 osób.
|      | CSU | SPD | WGELK | FWG | FWGF | WGB | WGGN | BfB | Razem |
| 2008 | 5   | -   | 5     | 4   | 3    | 2   | 1    | -   | 20    |
| 2002 | 5   | 1   | 4     | 3   | 2    | 1   | 1    | 3   | 20    |